# Moringa ovalifolia
Moringa ovalifolia Moringa ovalifolia é uma espécie de árvore pertencente à família Moringaceae. Originária das terras mais secas da Namíbia e de Angola.
Os botânicos alemães Kurt Dinter and Alwin Berger descreveram a espécie em 1914. 
É uma espécie de Moringa que lembra ligeiramente o formato de um mini-Baobá. É uma planta suculenta que mede entre 2 a 6 metros de altura e seu tronco, que é muito largo e brando, chega a um diâmetro de 1 metro, e armazena água. Sua casca é lisa e de cor cinza claro. Cada folha é duplamente pinada. Sua inflorescência é uma grande panícula de 40 a 50 cm de comprimento. Suas flores medem somente 2 mm. Seu fruto mede 1 cm e possui forma de cápsula. .

## Galeria

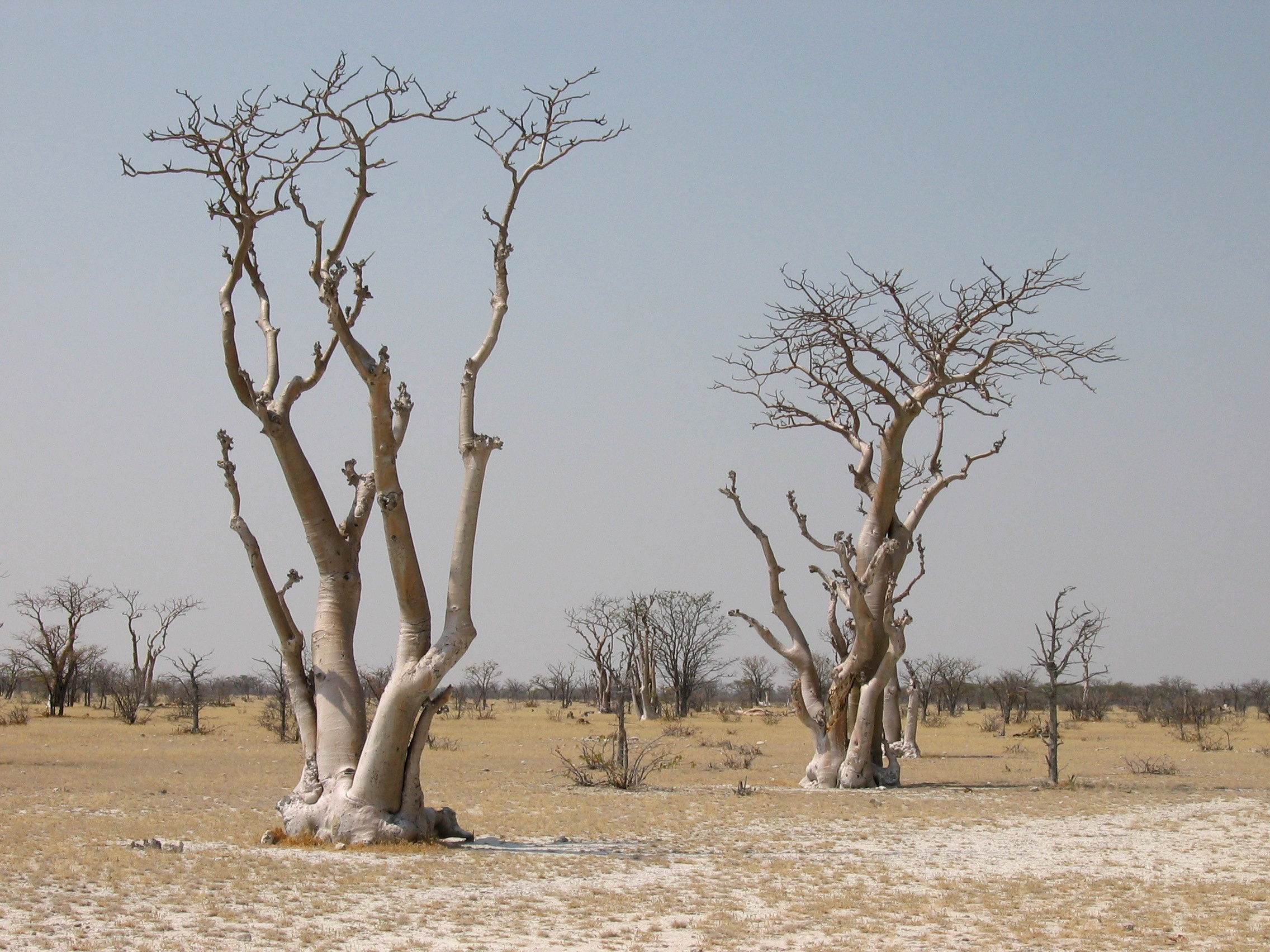
Grupo de Moringa ovalifolia
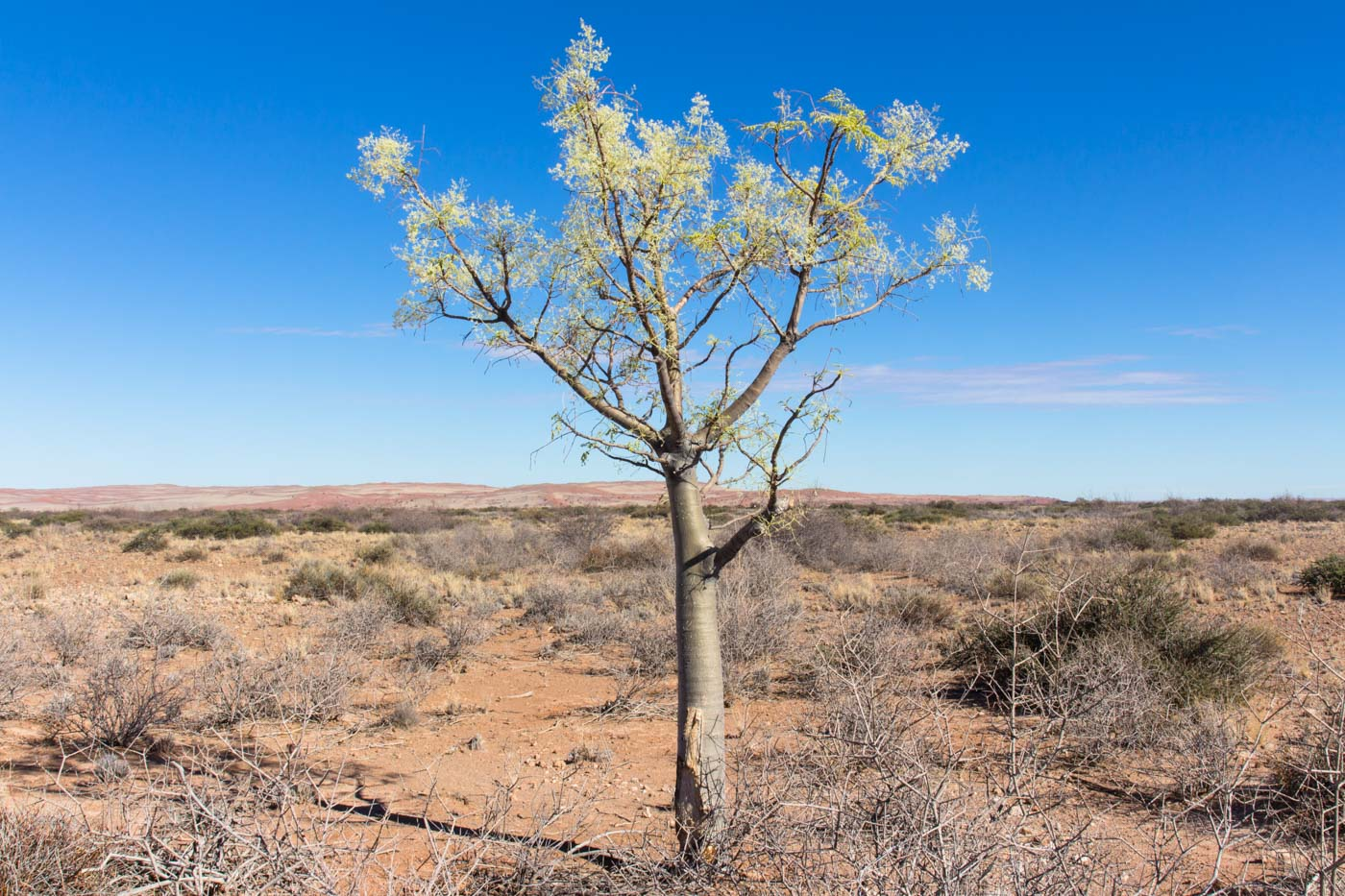
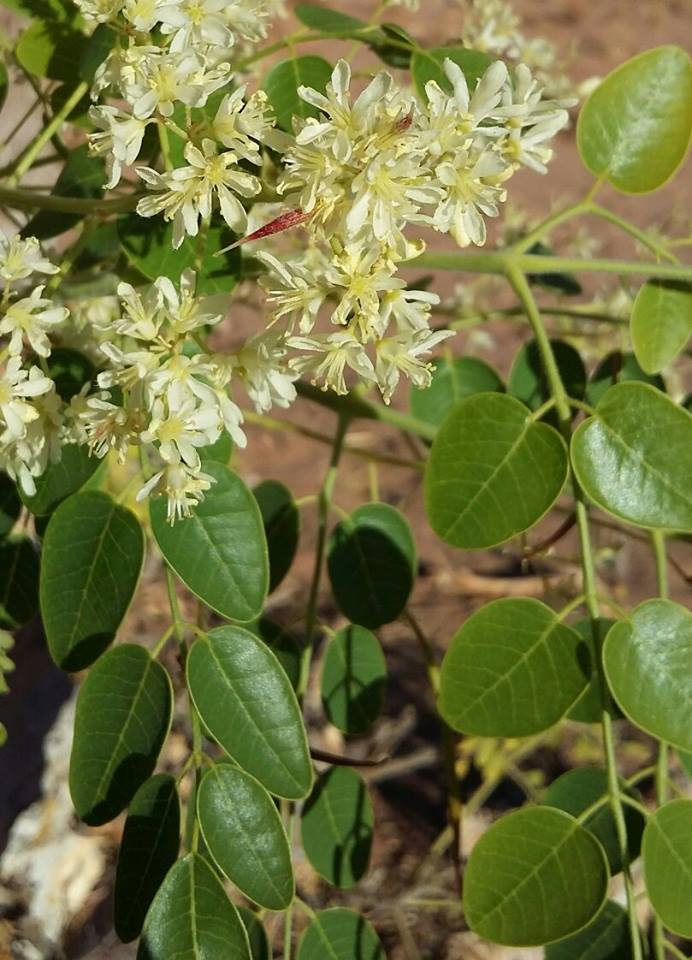